# Joe Lando

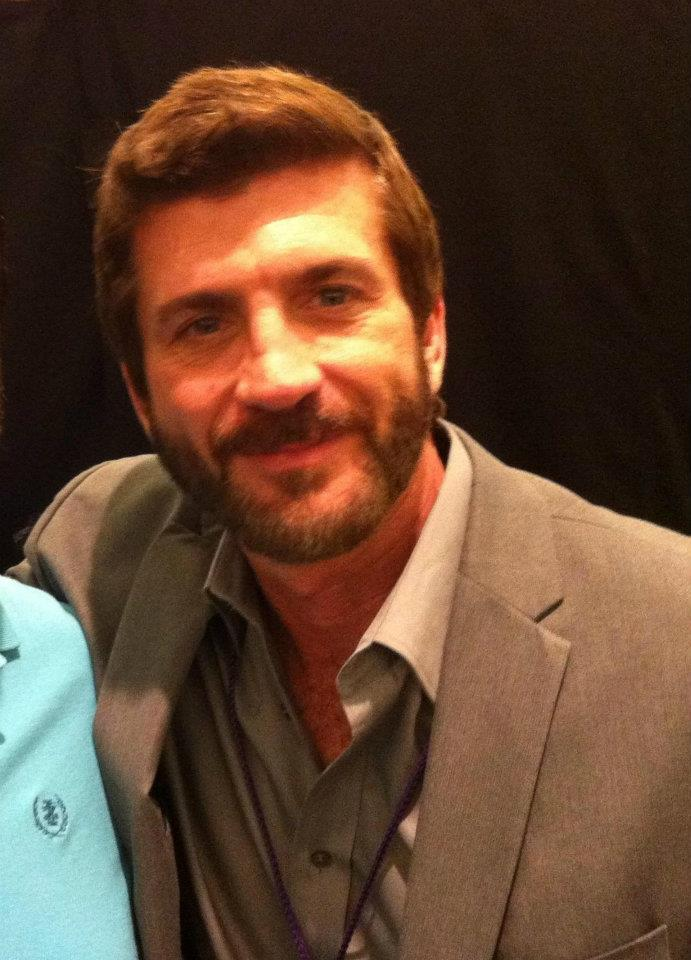
Joe Lando (2012)

Joseph John „Joe“ Lando (* 9. Dezember 1961 in Prairie View, Illinois) ist ein US-amerikanischer Schauspieler.

## Leben
Joe Lando wuchs in Illinois bei seinen Eltern Joe und Virginia und einer älteren Schwester auf. Er hat italienische, russische und polnische Vorfahren.
Während Lando Schauspielunterricht nahm, arbeitete er als Koch in einem Restaurant in Hollywood, wo ein Castingagent auf ihn aufmerksam wurde. 1986 erhielt er mit der Rolle eines Beamten der Küstenwache in Star Trek IV: Zurück in die Gegenwart sein erstes Engagement beim Film. Von 1990 bis 1992 spielte er den Jake Harrison in der Seifenoper Liebe, Lüge, Leidenschaft, bevor er 1993 mit der Rolle des Byron Sully, einem Freund der Cheyenne, in der Westernserie Dr. Quinn – Ärztin aus Leidenschaft an der Seite von Jane Seymour bekannt wurde.
Lando spielte seitdem in zahlreichen Fernseh- und Kinofilmen mit, konnte jedoch an seinen Erfolg mit Dr. Quinn nicht anknüpfen. 2000 spielte er eine Hauptrolle in der Serie Higher Ground, die nach einer Staffel eingestellt wurde. Im Frühjahr 2012 übernahm er eine Nebenrolle in der Serie The Secret Circle.
1993 wurde Lando vom People Magazine in die Liste der 50 schönsten Menschen aufgenommen. Er ist seit 1997 mit Kirsten Barlow verheiratet, mit der er vier Kinder (* 1998, * 2001, * 2003, * 2007) hat.

## Filmografie (Auswahl)
- 1986: Star Trek IV: Zurück in die Gegenwart (Star Trek IV: The Voyage Home)
- 1990: Die Schöne und das Biest (Beauty and the Beast, Fernsehserie, Folge 3x05)
- 1990: Ich liebe Dich zu Tode (I Love You to Death)
- 1993–1998: Dr. Quinn – Ärztin aus Leidenschaft (Medicine Woman, Fernsehserie, 149 Folgen)
- 1994: Sündige Vergangenheit (Shadows of Desire)
- 1995: Die Nanny (The Nanny, Fernsehserie, Folge 3x11, als er selbst)
- 1996: Alien Nation: Der Feind ist unter uns (Alien Nation: The Enemy Within, Fernsehfilm)
- 1996: Brennender Zweifel (Seeds of Doubt)
- 1997: Flucht ohne Wiederkehr (Any Place But Home)
- 1998: Mörderisches Doppelspiel (No Code of Conduct)
- 1998: JAG – Im Auftrag der Ehre (JAG, Fernsehserie, Folge 4x08–4x09)
- 2000: Higher Ground (Fernsehserie, 22 Folgen)
- 2002: S.O.S. – Angriff auf das Traumschiff (Counterstrike)
- 2003: Flashflood – Wenn der Damm bricht (Killer Flood: The Day the Dam Broke)
- 2003: Devil Winds
- 2004: Explosionsgefahr: Eine Stadt am Abgrund (Combustion, Fernsehfilm)
- 2005: Missing – Verzweifelt gesucht (Missing, Fernsehserie, Folge 2x15)
- 2005: Bloodsuckers
- 2005–2006: Wildfire (Fernsehserie, 7 Folgen)
- 2006: Kampf der Maschinen – Shockwave (A.I. Assault)
- 2010: Meteor Apocalypse
- 2010–2022: The Bay (4 Folgen)
- 2010: Navy CIS (NCIS, Fernsehserie, Folge 7x12)
- 2010: Melrose Place (Fernsehserie, 2 Folgen)
- 2011: Perfect Prudence
- 2012: Gedemütigt in Ketten – Nackt und Hilflos (Abducted)
- 2012: Born Wild
- 2012: The Secret Circle (Fernsehserie, 8 Folgen)
- 2013: Thriftstore Cowboy
- 2014: Freshwater
- 2014: Hit the Floor (Fernsehserie, Folge 2x11–2x12)
- 2014: Earth Fall
- 2015: Die Jupiter Apokalypse – Flucht in die Zukunft (Earthfall) (Fernsehfilm)
- 2016: Fresh Water
- 2017: Sniper: Homeland Security (Sniper: Ultimate Kill)
- 2018–2023: Reich und Schön (The Bold and the Beautiful, Soap, 18 Folgen)
- 2019: The Untold Story
- 2020: Friendsgiving
- 2022: A Christmas Spark
- 2023: Night Train